# Tuttapposto (film 2019)
Tuttapposto (reso graficamente TuttAPPosto) è un film italiano del 2019 diretto da Gianni Costantino, con protagonista Roberto Lipari. Il protagonista è anche uno degli sceneggiatori del film.

## Trama
Sicilia. Roberto Lipari è uno studente universitario che studia in un ateneo dove i docenti vendono esami, assumendo solo amici e parenti. Suo padre è rettore dell'università, mentre sua madre è una donna abbastanza macchiettistica e succube del marito. Un giorno si presenta a sostenere all'università dopo aver quasi dimenticato l'impegno: in un contesto universitario talmente nepotistico che tutti i professori hanno lo stesso cognome, Roberto prende 30 e lode ad un esame con domande concordate: questo perché lui è figlio del rettore, non uno studente qualsiasi. Mentre si svolge questa pratica, quattro ragazzi protestano fuori dall'università per l'assenza di meritocrazia. Il loro leader Elio si batte da anni, ma non è mai riuscito a mobilitare gli altri studenti. Quella sera stessa Roberto si esibisce insieme alla sua band per l'ultima volta; la band si scioglierà a partire dal giorno successivo per divergenze di vedute. Durante la serata Roberto si innamora di Irina, una bellissima ragazza in Erasmus adocchiata mentre stava suonando.
Conoscendo la ragazza, Roberto scopre che si tratta di una persona che odia i raccomandati come lui, a causa dei quali si trova lì in Sicilia e non all'università di Milano. Roberto cerca di nascondere la verità ai suoi occhi imbastendo una sfilza di scuse assurde per giustificare il trattamento ricevuto all'università. Le sue menzogne vengono tuttavia smantellate nel momento in cui un'altra ragazza tutt'altro che raccomandata rivela la verità ad Irina, il tutto dopo averle illustrato le modalità con cui comportarsi con ciascun professore per poter passare gli esami. Da quel momento Roberto inizia a ribellarsi al sistema in cui è cresciuto e, dopo aver messo in piedi una scenata ed aver rifiutato le domande concordate in un esame portato avanti dal suo stesso zio, decide di andare via di casa per non subire più il destino del raccomandato.
Non avendo un posto in cui vivere, Roberto si presenta a casa di Pietro, il segretario di suo padre, dove trascorre la notte. La mattina successiva, tuttavia, si crea una baraonda nell'appartamento perché lì vive anche Elio, che proprio non lo vuole sotto il suo stesso tetto. Questo scatena una serie di equivoci. A partire dal giorno successivo, Roberto inizia a trascorrere una vita identica a quella di tanti studenti universitari; un lavoro in un fast food pieno zeppo di dipendenti laureati, impegni reali per superare l'esame e tutta una serie di piccoli soprusi a cui gli studenti devono sottostare per superare l'esame, incluso il dover comprare dei costosissimi libri scritti dagli stessi docenti. Dopo tutti gli sforzi, Roberto viene bocciato dal suo stesso padre, che decide di presentarsi nella commissione.
A questo punto, Roberto ha un'idea. Ispirato dal suo stesso datore di lavoro, che da quando esiste TripAdvisor ha iniziato a lavorare bene ed in maniera molto servizievole con i suoi clienti, lo studente propone di creare un'app in cui saranno gli stessi studenti a valutare i docenti. L'idea piace molto a due dei suoi coinquilini, che decidono di coinvolgere la stessa Irina (che è studentessa d'ingegneria informatica) per la progettazione dell'app. Grazie ad un'idea fortuita di Pietro, che tuttavia non vuole essere coinvolto esplicitamente nel progetto, i ragazzi decidono di chiamare l'app "tuttapposto". Dopo alcuni screzi ed equivoci con Irina, non ultimo averle consegnato una torta con su scritto "torna a casa tua" che in realtà la madre dello stesso Roberto aveva fatto per lui per spingerlo a tornare a casa, tra i due ragazzi inizia a crearsi un feeling sempre più forte.
Dopo delle iniziali difficoltà, l'app inizia ad ingranare. Il suo successo diventa talmente ampio da arrivare alle orecchie della Ministra dell'Istruzione, che minaccia pesantissime sanzioni ad eventuali insegnanti che dovessero continuare ad ottenere recensioni negative. Immediatamente, le cose cambiano all'interno dell'università; i docenti iniziano a svolgere bene il loro lavoro, gli stereotipi su ciascuno di loro decadono ed iniziano a valutare secondo meritocrazia. Addirittura il nipote di un senatore viene bocciato per la prima volta ad un esame e un docente che mancava da anni dall'università si ritrova costretto a riprendere servizio. Irina a breve dovrà, tuttavia, ritornare in Russia perché l'università non le ha accettato il rinnovo dell'Erasmus. Nel frattempo i docenti si riuniscono per decidere come contrastare il fenomeno. La commissione decide di assecondare il tutto almeno fino alla possibile ispezione del ministero. A partire da quel momento gli insegnanti tentano di corrompere a loro volta gli studenti, provando così a capovolgere la situazione precedente.
A questo punto, Roberto decide di sfruttare il potere dato agli studenti per ottenere il rinnovo dell'Erasmus di Irina. Roberto cerca di agire in maniera tale che Irina non si renda conto di quanto sta effettivamente accadendo, tuttavia il tentativo fallisce e la ragazza si accorge di tutto, decidendo quindi di lasciarlo. A questo punto, Roberto chiede a sua madre di portargli il suo basso; la donna coglie l'occasione per spingere il marito ad andare dal figlio, ponendosi per la prima volta in contrasto con il rettore. Durante il loro incontro, Ruggero cerca di convincere suo figlio che è impossibile cambiare il mondo e che lui stesso ci aveva provato prima di cedere al sistema, senza tuttavia riuscire a riappacificarsi con lui. Quando tuttavia il rischio ispezione passa, l'app viene hackerata e tutte le recensioni vengono modificate in positivo: l'applicazione perde tutto il suo potere e le cose ricominciano ad andare come prima. I compagni sospettano che Roberto abbia venduto i codici a suo padre. Arrabbiato, il ragazzo va via ed inizia a vivere prima per strada ed infine nel retrobottega del suo datore di lavoro.
Per caso, Pietro scopre che in realtà è stato proprio il rivoluzionario Elio a vendere i codici dell'app perché geloso del fatto che fosse Roberto a prendersi i meriti della rivoluzione. Roberto vorrebbe inizialmente arrendersi a ciò che accade, ma lo stesso Pietro lo convince a reagire. Mentre la Ministra dell'Istruzione è in visita al rettorato per una riunione a cui partecipa addirittura lo stesso Elio, Roberto riesce a fare un fugace intervento. Lo studente viene cacciato in malo modo, ma ciò basta a smuovere la coscienza di suo padre, che rivela dunque tutto davanti alla Ministra e nel mezzo di un live stream che ha avviato di nascosto. Grazie a questo espediente tutti gli studenti iniziano a protestare; a questo punto il sistema crolla definitivamente e tutti gli insegnanti conniventi vengono condannati. Roberto si convince che nella vita si diventa vecchi quando si inizia a pronunciare la frase "tanto non cambia mai niente".

## Produzione
Le riprese del film si sono svolte  ad Acireale e a Catania a partire dal febbraio 2019 e sono durate cinque settimane. La scena finale è girata a Campo Imperatore, in Abruzzo. 

## Promozione
Il trailer del film è stato diffuso il 4 settembre 2019.

## Distribuzione
Il film è stato distribuito nelle sale italiane da Medusa Film il 3 ottobre 2019.

## Accoglienza

### Incassi
Nel primo weekend di programmazione il film ha incassato 376.298 euro arrivando, al 20 settembre 2020, all'incasso totale di 876.633 euro.